# Distrikt Saisa
Der Distrikt Saisa liegt in der Provinz Lucanas in der Region Ayacucho in Südzentral-Peru. Der Distrikt wurde am 8. Juli 1964 gegründet. Er besitzt eine Fläche von 576 km². Beim Zensus 2017 wurden 851 Einwohner gezählt. Im Jahr 1993 lag die Einwohnerzahl bei 720, im Jahr 2007 bei 875. Sitz der Distriktverwaltung ist die 3075 m hoch gelegene Ortschaft Saisa mit 471 Einwohnern (Stand 2017). Saisa liegt 41 km südwestlich der Provinzhauptstadt Puquio.

## Geographische Lage
Der Distrikt Saisa liegt in der peruanischen Westkordillere südzentral in der Provinz Lucanas. Der Distrikt erstreckt sich entlang dem rechten Flussufer des nach Südwesten strömenden Río Yauca.
Der Distrikt Saisa grenzt im Westen an den Distrikt Santa Lucía, im Nordosten an den San Cristóbal sowie im Südosten an den Distrikt San Pedro.